# Eugénie Salanson
Eugénie Alexandrine Marie Salanson (n. 15 decembrie 1836, Albert, communauté de communes du Pays du Coquelicot⁠(d), Franța – d. 23 iulie 1912, Saint-Pair-sur-Mer, Basse-Normandie, Franța) a fost o pictoriță franceză în stil academic.

## Biografie
Tatăl ei a venit de la Ispagnac la Albert pentru a servi ca perceptor de taxe. Familia s-a mutat mai târziu la Saint-Valery-sur-Somme, unde s-au născut surorile ei gemene, apoi la Saint-Omer, unde tatăl ei fusese numit administrator (colector principal de taxe).
În apropiere, la Calais, a luat primele lecții de artă de la un artist local pe nume Crocher. A plecat apoi la Paris pentru a-și continua studiile, dar, la acea vreme, École des Beaux-Arts nu a acceptat candidate de sex feminin, așa că a urmat Académie Julian, unde a studiat cu William Bouguereau. Mai târziu, a luat lecții particulare de la Léon Cogniet. În 1877, și-a expus portretul lui Cogniet la Salon⁠(d), care i-a adus numeroase comenzi. În anul următor, a participat la Expoziția Universală.
În curând, a început să expună în toată Franța și în străinătate. Braun, Clément & Co a realizat reproduceri ale celor mai populare lucrări ale ei și le-a vândut la nivel internațional până în 1928, când compania și-a încetat activitatea. În 1882, ea, Camille Claudel, Jessie Lipscomb⁠(d) și alții și-au înființat propriul studio pe Rue Notre-Dame-des-Champs.
Până la sfârșitul anilor 1880, ea a reușit să achiziționeze „Vila Saint-Joseph” în stațiunea balneară în plină dezvoltare Saint-Pair-sur-Mer. Acest lucru a inspirat-o să creeze cele mai cunoscute picturi ale ei, înfățișându-le pe tinerele pescărițe ce lucrau în apropiere. Pictura ei „A marée basse” (La reflux) a fost una dintre lucrările prezentate în Women Painters of the World de Walter Shaw Sparrow⁠(d) (1905); una dintre primele cărți care au tratat artistele ca fiind demne de atenție serioasă.
Și-a împărțit timpul între Paris și vila sa, unde a murit la vârsta de șaptezeci și cinci de ani. Majoritatea lucrărilor ei se află în colecții private.

## Picturi (selecție)

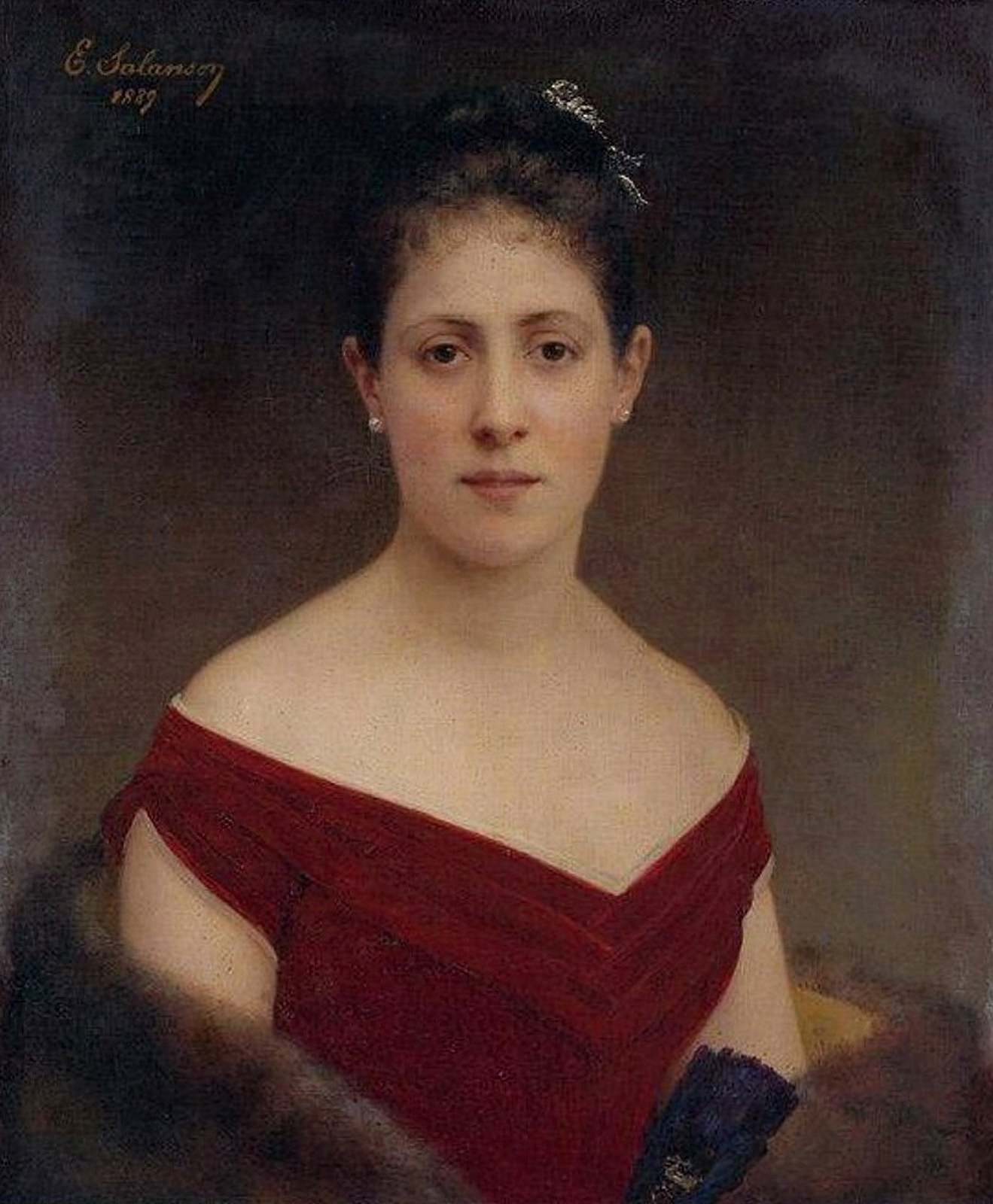
Marchiza de Croix (1889)
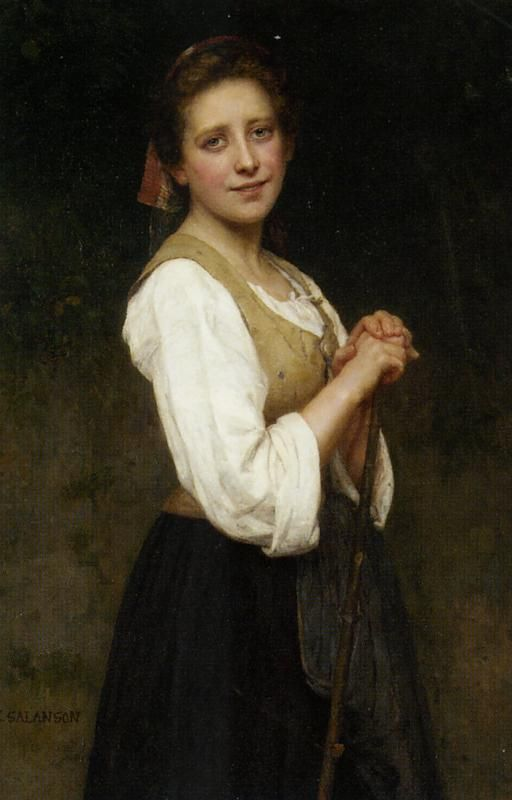
Tânără păstoriță
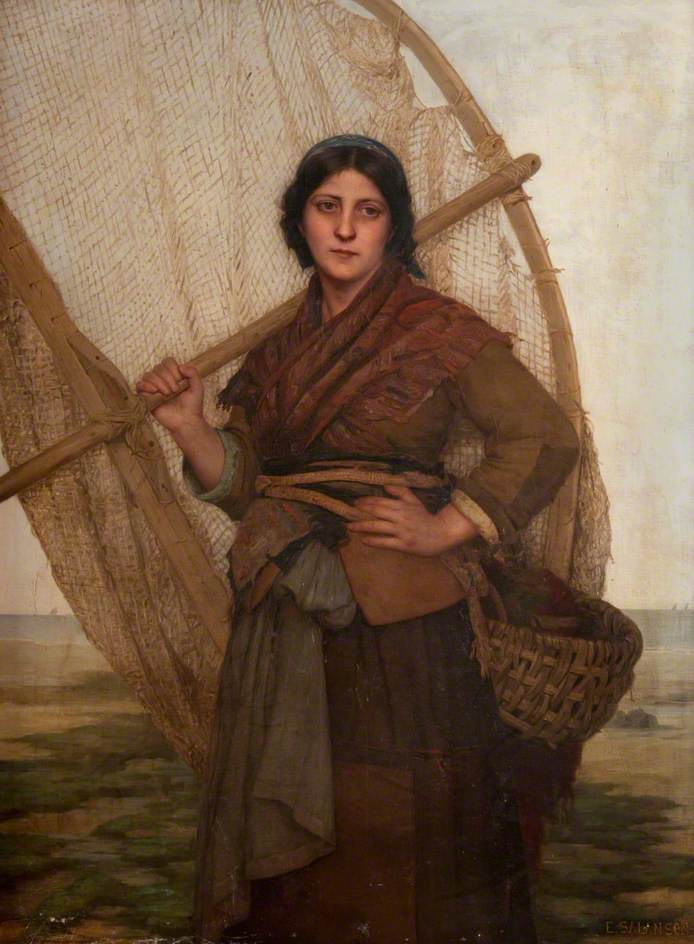
Pescărița de creveți (1882)
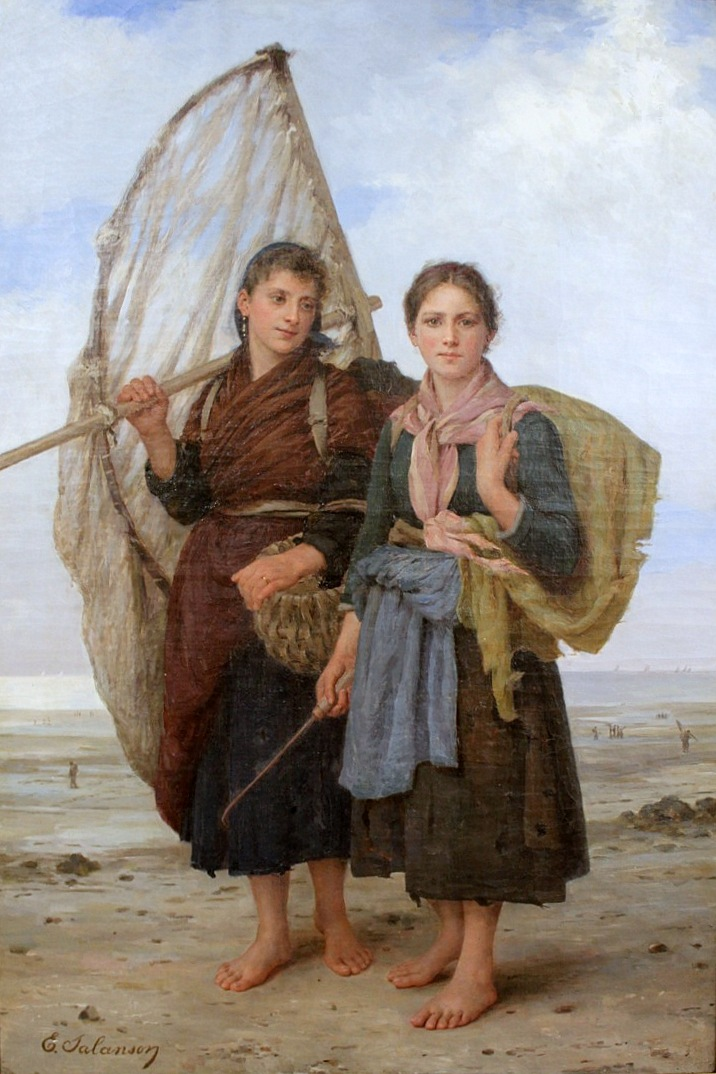
La reflux (1890)